# Угузевский сельсовет
Угузевский сельсовет — муниципальное образование в Бирском районе Башкортостана.

## История
Согласно «Закону о границах, статусе и административных центрах муниципальных образований в Республике Башкортостан» имеет статус сельского поселения.

## Население
| 2002 | 2009 | 2010 | 2012 | 2013 | 2014 | 2015 |
| ---- | ---- | ---- | ---- | ---- | ---- | ---- |
| 542  | ↗592 | ↘500 | ↘491 | ↘459 | ↘450 | ↘413 |
| 2016 | 2017 |      |      |      |      |      |
| ↘379 | ↗383 |      |      |      |      |      |

## Состав сельского поселения
| № | Населённый пункт | Тип населённого пункта       | Население |
| - | ---------------- | ---------------------------- | --------- |
| 1 | Угузево          | село, административный центр | ↘414      |
| 2 | Романовка        | деревня                      | ↘62       |
| 3 | Чишма            | деревня                      | ↘24       |